# Steingrímsfjörður
Steingrímsfjörður (in lingua islandese: Fiordo di Steingrímur) è un fiordo situato nella parte orientale della regione dei Vestfirðir, i fiordi occidentali dell'Islanda.

## Descrizione
Lo Steingrímsfjörður è il fiordo più occidentale che si apre nella baia di Húnaflói, nella parte orientale dei Vestfirðir. È largo 7 km e si protende nell'entroterra per 28 km. È il fiordo più lungo della regione di Strandasýsla ed è situato tra i fiordi Kollafjörður a sud e Bjarnarfjörður a nord. All'ingresso del fiordo si trova l'isola di Grímsey.
Le sponde meridionali del fiordo sono più popolate. Nel profondo del fiordo sulla costa occidentale si trova il villaggio di pescatori di Hólmavík, centro più importante del fiordo e che, tra gli altri servizi, ha anche una scuola superiore (Fjölbreytaskóli). A est di Hólmavík, sulla sponda settentrionale, si trova il piccolo promontorio di Strákatangi. Qui sono stati condotti scavi archeologici che dimostrano che i Baschi cacciavano le balene nel XVII secolo. All'epoca era possibile comunicare linguisticamente tra baschi e islandesi.
A nord, l'area diventa inospitale ma pittoresca, soprattutto con l'aspro promontorio del monte Drangaskarð sopra la frazione di Drangar. Anche Þórvaldur Ásvaldsson, il padre di Erik il Rosso, lo scopritore della Groenlandia, si stabilì qui. Un altro centro importante è Drangsnes, situato all'ingresso del fiordo sulla costa settentrionale.
Nello Steingrímsfjörður viene intensamente praticata l'agricoltura e le pianure sono piuttosto grandi e per lo più riparate.
Il fiordo è amministrativamente diviso tra due comuni. La sponda sud-occidentale fa parte del comune di Strandabyggð, mentre la sponda nord-est fa parte di Kaldrananeshreppur.

## Storia
Secondo il Landnámabók, lo storico libro degli insediamenti, la denominazione del fiordo deriva dal nome del colono Steingrímur trölli che fu il primo a insediarsi nel fiordo e visse a Tröllatunga. Secondo la leggenda, è sepolto a Staðarfjall a Steingrímshaugur.

## Accessibilità
Nel fiordo passano le strade S68 Innstrandavegur e S61 Djúpvegur. Lungo la sponda nord, la strada 643 Strandavegur e 645 Drangsnesvegur conducono al piccolo villaggio di pescatori di Drangsnes, sulla penisola omonima.